# Trio à cordes de Ropartz
Pour les articles homonymes, voir Trio à cordes (homonymie).
Le Trio à cordes en la mineur est une partition en quatre mouvements composé par Guy Ropartz en 1934-1935 pour trio à cordes, à l'intention du trio Pasquier.

## Genèse
La composition du Trio à cordes de Guy Ropartz, en 1934-1935, répond à une commande du trio Pasquier, qui inspire également Florent Schmitt, Albert Roussel et Gabriel Pierné. La partition, dédiée à Florent Schmitt, est éditée en 1938 par les Éditions Durand.
Le Trio à cordes en la mineur est créé par les dédicataires le 11 mars 1936 à l'École normale de musique de Paris, aux concerts Triton,.

## Présentation
L'œuvre est en quatre mouvements :
1. Allegro moderato en la mineur ( = 120) à 
 (avec de nombreux changements de mesures, et des sections à cinq temps) ;
2. Vivo ( = 168) à 
 et de nombreuses mesures à 
 ;
3. Lento, molto espressivo ( = 63) à 
 ;
4. Allegro molto en la majeur ( = 138)  à 
.

## Analyse
Dans le Trio à cordes de Ropartz, « la virtuosité contrapuntique et la profusion du rythme préviennent l'ennui qui aurait pu guetter une austérité réduisant l'écriture à l'essentiel Cette musique raffinée, tour à tour pensive, allègre, joyeuse ou d'une douloureuse nostalgie, proscrit toute aspérité au profit d'une élégance racée, dont la perfection classique se rehausse de dissonances malicieuses ou d'une rythmique celtique délibérément bancale ». 
Ainsi, « le mouvement initial donne le ton. Dans le Vivo, la danse se volatilise en souffles aériens, la dentelle des pizzicati contrastant avec la complainte mélancolique du trio ». Le mouvement lent est « acte de sérénité et de recueillement, avec une secrète douleur, noble confession d'une âme réconciliée avec elle-même et avec Dieu : la belle mélodie anticipe sur le sublime Adagio de la Symphonie no 5 ». Dans le final, « la joie reprend le dessus, la verve malicieuse attestant l'étonnante jeunesse de cette oeuvre douce-amère, par laquelle un vénérable sexagénaire prend congé, comme souvent, par un clin d’œil ».

## Postérité
En 1944, Gustave Samazeuilh mentionne le Trio à cordes de Guy Ropartz parmi ses partitions de musique de chambre, « impressionnant ensemble qui reste encore, par suite d'inexcusables carences, à ce point peu répandu que, si je ne me trompe, le disque semble jusqu'ici l'avoir ignoré ! »
En 1987, François-René Tranchefort mentionne le Trio à cordes de Ropartz en introduction, sans le compter « parmi les pièces les plus remarquables » du compositeur.

### Ouvrages généraux
- Gustave Samazeuilh, Musiciens de mon temps : Chroniques et souvenirs, Paris, M[arcel] Daubin, [1947], 430 p., in-16 (BNF 43254580), « Le 80e anniversaire de J. Guy-Ropartz (15 Juin 1944) », p. 158-160.
- François-René Tranchefort, Guide de la musique de chambre, Paris, Fayard, coll. « Les Indispensables de la musique », 1987, 996 p. (ISBN 2-2130-2403-0, OCLC 21318922, BNF 35064530), « Guy Ropartz », p. 742-743.

### Monographies
- Mathieu Ferey et Benoît Menut, Joseph-Guy Ropartz : Le pays inaccessible, Genève, Éditions Papillon, coll. « Mélophiles » (no 18), 2005, 167 p. (ISBN 978-2940310258).